# ICC U19-Cricket-Weltmeisterschaft 2010
Die ICC U19-Cricket-Weltmeisterschaft 2010 war die fünfte Austragung der vom International Cricket Council organisierten Junioren Cricket-Weltmeisterschaft und wurde vom 15. bis zum 30. Januar in Neuseeland ausgetragen. Die Weltmeisterschaft wurde im One-Day International-Format ausgetragen, bei dem jedes Team jeweils ein Innings über maximal 50 Over bestritt. Im Finale konnte sich Australien mit 25 Runs gegen Pakistan durchsetzen.

## Teilnehmer
Neben den zehn Vollmitgliedern wurden weitere sechs Mannschaften durch ein Qualifikationsturnier festgelegt.
| - Afghanistan - Australien - Bangladesch - Kanada - England - Hongkong - Indien - Irland | - Neuseeland - Pakistan - Papua-Neuguinea - Simbabwe - Sri Lanka - Südafrika - Vereinigte Staaten - West Indies |

## Format
In vier Vorrundengruppen spielte jeder gegen jeden, wobei ein Sieg zwei Punkte, ein Unentschieden oder ein No Result einen Punkt einbrachte. Die jeweils zwei besten Teams qualifizierten sich für die Hauptrunde, die im Playoff-Modus mit Viertel- und Halbfinale ausgetragen wurde. Die Verlierer des Viertelfinales spielten ebenfalls ein Halbfinale aus. Die jeweils beiden Gruppenletzten einer Gruppe der Vorrunde spielten in der Plate-Competition weiter. Auch diese wurde im Playoff-Modus ausgetragen, und im Plate-Finale ein Trostrundensieger bestimmt. 

## Vorrunde

### Gruppe A
Tabelle
| Gruppe A    | Sp. | S | N | NR | P | NRR    |
| ----------- | --- | - | - | -- | - | ------ |
| England     | 3   | 3 | 0 | 0  | 6 | +1.767 |
| Indien      | 3   | 2 | 1 | 0  | 4 | +1.089 |
| Afghanistan | 3   | 1 | 2 | 0  | 2 | –0.877 |
| Hongkong    | 3   | 0 | 3 | 0  | 0 | –2.095 |

### Gruppe B
Tabelle
| Gruppe B           | Sp. | S | N | NR | P | NRR    |
| ------------------ | --- | - | - | -- | - | ------ |
| Südafrika          | 3   | 3 | 0 | 0  | 6 | +0.801 |
| Australien         | 3   | 2 | 1 | 0  | 4 | +2.093 |
| Irland             | 3   | 1 | 2 | 0  | 2 | –1.480 |
| Vereinigte Staaten | 3   | 0 | 3 | 0  | 0 | –1.448 |

### Gruppe C
Tabelle
| Gruppe C   | Sp. | S | N | NR | P | NRR    |
| ---------- | --- | - | - | -- | - | ------ |
| Neuseeland | 3   | 3 | 0 | 0  | 6 | +2.242 |
| Sri Lanka  | 3   | 2 | 1 | 0  | 4 | +1.165 |
| Kanada     | 3   | 1 | 2 | 0  | 2 | –1.870 |
| Simbabwe   | 3   | 0 | 3 | 0  | 0 | –1.302 |

### Gruppe D
Tabelle
| Gruppe D        | Sp. | S | N | NR | P | NRR    |
| --------------- | --- | - | - | -- | - | ------ |
| Pakistan        | 3   | 3 | 0 | 0  | 6 | +1.452 |
| West Indies     | 3   | 2 | 1 | 0  | 4 | +0.235 |
| Bangladesch     | 3   | 1 | 2 | 0  | 2 | +0.685 |
| Papua-Neuguinea | 3   | 0 | 3 | 0  | 0 | –2.643 |

## Hauptrunde

### Viertelfinale
| 23. Januar | Rangiora | West Indies 166 (34.4)          | – | England 148 (33.1) |
|            |          | West Indies gewinnt mit 18 Runs |   |                    |

| 23. Januar | Lincoln | Indien 114-9 (23/23)           | – | Pakistan 117-8 (22.3/23) |
|            |         | Pakistan gewinnt mit 2 Wickets |   |                          |

| 24. Januar | Rangiora | Australien 232 (50)            | – | Neuseeland 170 (43.2) |
|            |          | Australien gewinnt mit 62 Runs |   |                       |

| 24. Januar | Lincoln | Sri Lanka 293-8 (50)                        | – | Südafrika 145 (36.4) |
|            |         | Sri Lanka gewinnt mit 146 Runs (D/L method) |   |                      |

### Halbfinale (5. – 8. Platz)
| 25. Januar Scorecard | Christchurch (HO) | England 176 (49.2)           | – | Indien 179-3 (36.4) |
|                      |                   | Indien gewinnt mit 7 Wickets |   |                     |

| 25. Januar Scorecard | Christchurch (LO) | Neuseeland 250 (49.4)           | – | Südafrika 252-1 (48.1) |
|                      |                   | Südafrika gewinnt mit 9 Wickets |   |                        |

### Halbfinale (1. – 4. Platz)
| 25. Januar Scorecard | Lincoln | West Indies 212-8 (50)         | – | Pakistan 213-6 (48.3) |
|                      |         | Pakistan gewinnt mit 4 Wickets |   |                       |

| 27. Januar Scorecard | Lincoln | Sri Lanka 205 (48.2)             | – | Australien 206-8 (48.3) |
|                      |         | Australien gewinnt mit 2 Wickets |   |                         |

### Spiel um den 7. Platz
| 26. Januar Scorecard | Christchurch (VG) | England 228-9 (50)               | – | Neuseeland 229-8 (49.4) |
|                      |                   | Neuseeland gewinnt mit 2 Wickets |   |                         |

Neuseeland gewann den Münzwurf und entschied sich als Feldmannschaft zu beginnen. Als Spieler des Spiels wurde Logan van Beek ausgezeichnet.

### Spiel um den 5. Platz
| 27. Januar Scorecard | Christchurch (VG) | Indien 235-9 (50)               | – | Südafrika 237-4 (48.5) |
|                      |                   | Südafrika gewinnt mit 6 Wickets |   |                        |

Indien gewann den Münzwurf und entschied sich als Schlagmannschaft zu beginnen. Als Spieler des Spiels wurde Graham Hume ausgezeichnet.

### Spiel um den 3. Platz
| 29. Januar Scorecard | Christchurch (VG) | Sri Lanka 291-6 (50)              | – | West Indies 294-6 (48.3) |
|                      |                   | West Indies gewinnt mit 4 Wickets |   |                          |

West Indies gewann den Münzwurf und entschied sich als Feldmannschaft zu beginnen. Als Spieler des Spiels wurde Yannic Cariah ausgezeichnet.

### Finale
| 30. Januar Scorecard | Lincoln | Australien 207-9 (50)          | – | Pakistan 182 (46.4) |
|                      |         | Australien gewinnt mit 25 Runs |   |                     |

Pakistan gewann den Münzwurf und entschied sich als Feldmannschaft zu beginnen. Als Spieler des Spiels wurde Josh Hazlewood ausgezeichnet.

## Trostrunde

### Trostrunden-Viertelfinale
| 23. Januar | Napier (MP) | Vereinigte Staaten 13-0 (3) | – | Kanada |
|            |             | No Result                   |   |        |

Das Spiel wurde auf Grund von Regenfällen abgebrochen. Kanada qualifizierte sich für das Trostrunden-Halbfinale.
| 23. Januar | Napier (NP) | Simbabwe 102 (26.2)          | – | Irland 110-3 (20.2) |
|            |             | Irland gewinnt mit 7 Wickets |   |                     |

| 24. Januar | Napier (NP) | Papua-Neuguinea 173-9 (50)          | – | Afghanistan 143 (37.3) |
|            |             | Papua-Neuguinea gewinnt mit 30 Runs |   |                        |

| 24. Januar | Napier (MP) | Hongkong 156 (49)                 | – | Bangladesch 157-6 (40.4) |
|            |             | Bangladesch gewinnt mit 4 Wickets |   |                          |

### Trostrunden-Halbfinale (13. – 16. Platz)
| 25. Januar Scorecard | Neuseeland (MP) | Afghanistan 151-5 (32/32)      | – | Hongkong 153-6 (30.1/32) |
|                      |                 | Hongkong gewinnt mit 4 Wickets |   |                          |

| 25. Januar Scorecard | Neuseeland (NP) | Vereinigte Staaten 115 (33.1)  | – | Simbabwe 119-5 (29) |
|                      |                 | Simbabwe gewinnt mit 5 Wickets |   |                     |

### Trostrunden-Halbfinale (9. – 12. Platz)
| 25. Januar Scorecard | Palmerston North | Kanada   | – | Irland |
|                      |                  | Abgesagt |   |        |

| 26. Januar Scorecard | Palmerston North | Bangladesch 253 (49.4)           | – | Papua-Neuguinea 85-4 (32.5) |
|                      |                  | Bangladesch gewinnt mit 168 Runs |   |                             |

### Spiel um den 15. Platz
| 27. Januar Scorecard | Neuseeland (NP) | Afghanistan 86 (32.2)                    | – | Vereinigte Staaten 87-1 (14.2) |
|                      |                 | Vereinigte Staaten gewinnt mit 9 Wickets |   |                                |

Afghanistan gewann den Münzwurf und entschied sich als Schlagmannschaft zu beginnen. Als Spieler des Spiels wurde Hammad Shahid ausgezeichnet.

### Spiel um den 13. Platz
| 27. Januar Scorecard | Neuseeland (MP) | Simbabwe 235-8 (50)           | – | Hongkong 98 (36.4) |
|                      |                 | Simbabwe gewinnt mit 137 Runs |   |                    |

Hongkong gewann den Münzwurf und entschied sich als Feldmannschaft zu beginnen. Als Spieler des Spiels wurde Natsai Mushangwe ausgezeichnet.

### Spiel um den 11. Platz
| 28. Januar Scorecard | Neuseeland (NP) | Papua-Neuguinea 145 (47.1)   | – | Kanada 146-8 (49.1) |
|                      |                 | Kanada gewinnt mit 2 Wickets |   |                     |

Papua-Neuguinea gewann den Münzwurf und entschied sich als Schlagmannschaft zu beginnen. Als Spieler des Spiels wurde Nitish Kumar ausgezeichnet.

### Trostrunden-Finale
| 28. Januar Scorecard | Neuseeland (MP) | Bangladesch 307-8 (50)           | – | Irland 112 (38.5) |
|                      |                 | Bangladesch gewinnt mit 195 Runs |   |                   |

Irland gewann den Münzwurf und entschied sich als Feldmannschaft zu beginnen. Als Spieler des Spiels wurde Mominul Haque ausgezeichnet.

## Abschlussrangliste
| Pl. | Team               |
| --- | ------------------ |
| 1   | Australien         |
| 2   | Pakistan           |
| 3   | West Indies        |
| 4   | Sri Lanka          |
| 5   | Südafrika          |
| 6   | Indien             |
| 7   | Neuseeland         |
| 8   | England            |
| 9   | Bangladesch        |
| 10  | Irland             |
| 11  | Kanada             |
| 12  | Papua-Neuguinea    |
| 13  | Simbabwe           |
| 14  | Hongkong           |
| 15  | Vereinigte Staaten |
| 16  | Afghanistan        |